# Anenská Studánka
Anenská Studánka (en allemand : Königsfeld) est une commune du district d'Ústí nad Orlicí, dans la région de Pardubice, en Tchéquie. Sa population s'élevait à 188 habitants en 2024.

## Géographie
Anenská Studánka se trouve à 9 km au sud-est du centre de Česká Třebová, à 17 km au sud-est d'Ústí nad Orlicí, à 59 km à l'est-sud-est de Pardubice et à 153 km à l'est-sud-est de Prague.
La commune est limitée par Damníkov au nord, par Trpík et Mladějov na Moravě à l'est, par Dětřichov au sud, et par Opatov et Třebovice à l'ouest.

## Histoire
La première mention écrite de la localité date de 1292.

## Galerie

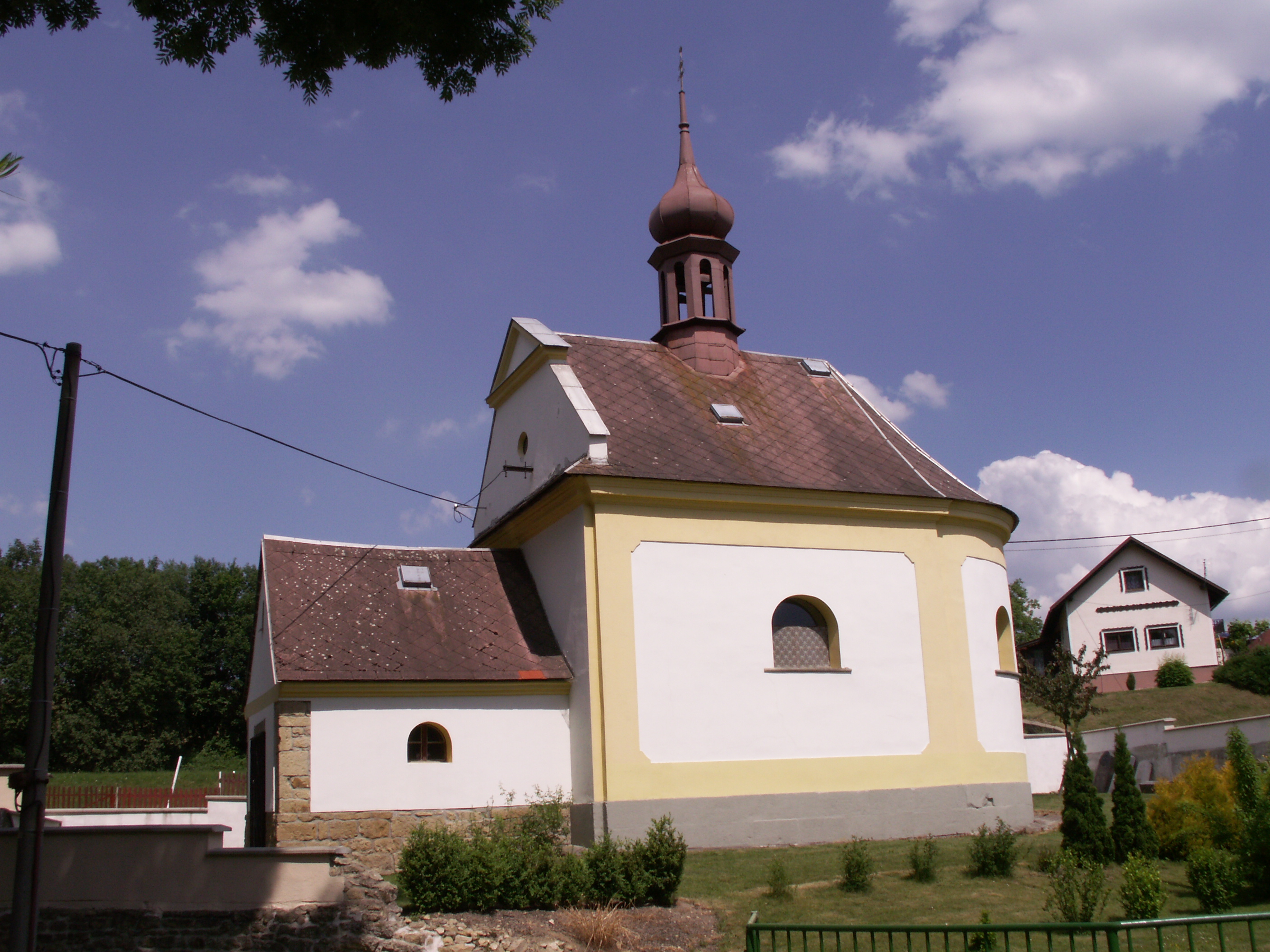
Chapelle de la Vierge Marie.

## Transports
Par la route, Anenská Studánka se trouve à 11 km de Lanškroun, à 20 km d'Ústí nad Orlicí, à 71 km de Pardubice et à 185 km de Prague. 